# Roberto Quagliozzi
Roberto Quagliozzi (Pontecorvo, 24 gennaio 1952) è un ex calciatore italiano, di ruolo centrocampista.

## Carriera
Nativo di Pontecorvo, in provincia di Frosinone, crebbe calcisticamente nelle giovanili dell'Almas Roma, dove esordì in Serie D nel 1969-1970, marcando nella sua prima stagione da semiprofessionista due reti in 13 gare. L'anno successivo le presenze salirono a 18, dopodiché passò al Rovereto in Serie C, dove giocò 13 gare. Dopo una sola annata con la squadra trentina tornò all'Almas, dove segnò 5 gol in 30 partite, prima di essere acquistato dal Cagliari, militante all'epoca in Serie A, all'età di 22 anni.
Esordì in massima serie il 3 febbraio 1974 in Napoli-Cagliari 1-0, disputando 15 gare nella sua prima stagione con la maglia rossoblù. Nella stagione successiva, ormai titolare, le presenze salirono a 26 ,nella terza stagione le presenze furono 23,ma la squadra retrocesse in Serie B. Guadagnò la massima serie solo qualche anno dopo, nel 1978-1979. La permanenza in A durò per 4 stagioni, prima della nuova retrocessione nel campionato 1982-1983: in queste quattro annate marcò otto ulteriori reti in 90 presenze nella massima serie.
Rimase in Sardegna fino al campionato 1984-1985, quando la squadra venne ripescata: nella stagione successiva passò all'Ancona, militante in Serie C1, dove segnò cinque reti in 24 gare prima di ritirarsi dal calcio professionistico a 34 anni.
Nel 1986-87, a stagione in corso e dopo alcuni mesi di inattività,tornò in campo nelle file del Santa Teresa, squadra del girone B del campionato di Promozione Regionale sardo, presieduta da Piero Muntoni, che puntava alla vittoria finale e aveva ingaggiato diversi giocatori con esperienze nelle categorie superiori, tuttavia il suo innesto non diede i frutti sperati.
Con 297 presenze (154 in A e 143 in B) è l'ottavo giocatore di sempre con più presenze in campionato con la maglia rossoblù, con la quale ha segnato complessivamente 22 reti, di cui 10 in serie A.

## Statistiche

### Presenze e reti nei club
| Stagione          | Squadra           | Totale            | Totale | Totale |
| Stagione          | Squadra           | Comp              | Pres   | Reti   |
| ----------------- | ----------------- | ----------------- | ------ | ------ |
| 1969-1970         | ALMAS             | D                 | 13     | 2      |
| 1970-1971         | ALMAS             | D                 | 18     | 0      |
| 1971-1972         | Rovereto          | C                 | 13     | 0      |
| 1972-1973         | ALMAS             | D                 | 30     | 5      |
| Totale Almas Roma | Totale Almas Roma | Totale Almas Roma | 61     | 7      |
| 1973-1974         | Cagliari          | A                 | 15     | 0      |
| 1974-1975         | Cagliari          | A                 | 26     | 0      |
| 1975-1976         | Cagliari          | A                 | 23     | 2      |
| 1976-1977         | Cagliari          | B                 | 36     | 3      |
| 1977-1978         | Cagliari          | B                 | 34     | 4      |
| 1978-1979         | Cagliari          | B                 | 24     | 2      |
| 1979-1980         | Cagliari          | A                 | 18     | 0      |
| 1980-1981         | Cagliari          | A                 | 27     | 1      |
| 1981-1982         | Cagliari          | A                 | 23     | 5      |
| 1982-1983         | Cagliari          | A                 | 22     | 2      |
| 1983-1984         | Cagliari          | B                 | 29     | 1      |
| 1984-1985         | Cagliari          | B                 | 20     | 2      |
| Totale Cagliari   | Totale Cagliari   | Totale Cagliari   | 297    | 22     |
| 1985-1986         | Ancona            | C1                | 24     | 5      |
| Totale carriera   | Totale carriera   | Totale carriera   | 395    | 34     |